# Ne Win
Ne Win (tiếng Miến Điện: နေဝင်း IPA: [ne wɪɴ]; 1910–2002), là một chính khách và tướng lĩnh Myanmar. Ông là nhà lãnh đạo trên thực tế của Miến Điện từ năm 1962 đến 1988

## Cuộc đời và sự nghiệp
Ông tên thật là Shu Maung (ရႈေမာင္), sinh ngày 14 tháng 5 năm 1910.
Năm 1988, nhà lãnh đạo trên thực tế của Miến Điện từ năm 1962, từ chức sau các cuộc biểu tình ủng hộ dân chủ.
Ông cũng là một tướng lĩnh với cấp bậc Đại tướng từ 1931-1988.
Ông qua đời ngày 5 tháng 12 năm 2002.